# الغواصة الألمانية يو-441
غواصة يو-441 غواصة يو بوت ألمانية من الفئة السابعة سي بنيت لسلاح بحرية ألمانيا النازية كريغسمارينه، في أحواض بريمر فولكان في ساحة بريمن-فيجيساك في بريمن خلال الحرب العالمية الثانية. خدمت لفترة قصيرة كغواصة مضادة للطائرات تحت تسمية يو-فلاك 1.